# Gabonská unie pro demokracii a rozvoj
Gabonská unie pro demokracii a rozvoj (francouzsky Union gabonaise pour la démocratie et le développement, UGDD) byla politická strana v Gabonu založená roku 2005. V roce 2010 se sloučila se dvěma menšími stranami do Národní unie.

## Historie
Stranu založil v roce 2005 bývalý člen vládnoucí Gabonské demokratické strany (PDG) Zacharie Myboto. Ten v roce 2005 kandidoval v prezidentských volbách, ještě jako nezávislý kandidát, neboť tato strana v té době nebyla ještě legalizována. Legálně byla strana ministerstvem vnitra uznána 27. dubna 2006.
Během parlamentních voleb v roce 2006 získala strana 4 ze 120 křesel v Národním shromáždění. Následně vstoupila do parlamentní frakce zvané Skupina sil změny. Během komunálních voleb konaných v dubnu 2008 strana obsadila v celé zemi 161 křesel.
Dva členové UGDD, generální tajemník strany Sylvestre Ratanga a Paul Boundoukou Lata byli 14. ledna 2009 jmenováni ministry. Dle slov Mybota se svým přijetím těchto funkcí sami vyloučili z UGDD. V prezidentských volbách v roce 2009 kandidoval za tuto stranu Zacharie Myboto, který skončil podle oficiálních výsledků čtvrtý se ziskem 3,94 % hlasů.
V roce 2010 se UGDD spojila se dvěma menšími stranami, Africkým rozvojovým hnutím (MDA) a Národním republikánským shromážděním (RNR) a vytvořila novou politickou stranou nazvanou Národní unie.